# Venturia simillima
Venturia simillima là một loài tò vò trong họ Ichneumonidae.